# 狗阴道格莱姆氏菌
狗阴道格莱姆氏菌（学名：Gleimia coleocanis）是格莱姆氏菌属的下属物种。此物种是一种革兰氏阳性、非运动性、微需氧且嗜温的杆状菌。此物种最先从狗的阴道中分离出来。